# Riyal catarí
El rial (en árabe: ريال, en inglés: "riyal") es desde 1967 la moneda oficial de Catar, emitida por el Banco Central de Catar. Se divide en 100 dirhams (en árabe: درهم) y su código ISO 4217 es QAR.

## Historia
Hasta 1966, Catar utilizó la rupia del Golfo. Cuando la India devaluó la rupia, Catar, junto a otros territorios que utilizaban esta moneda, emitió la suya propia. Antes de llevar a cabo la reforma, se utilizó durante un corto periodo de tiempo el riyal saudí, hasta que se introdujo finalmente el riyal en Catar y Dubái. El riyal saudí se fijó en 1.065 rupias, mientras que el riyal catarí se fijó a la par con la rupia antes de su devaluación.
Hasta 1973, Catar y Dubái emitieron conjuntamente el riyal. Sin embargo, tras la incorporación de Dubái a los Emiratos Árabes Unidos, Catar siguió emitiendo el riyal y Dubái adoptó el dírham de los Emiratos Árabes Unidos.

## Monedas
En 1966 se acuñaron las primeras monedas con el nombre de Catar y Dubái en denominaciones de 1, 5, 10, 25 y 50 dirhams. En 1973 se introdujo una nueva serie con los mismos tamaños, diseños y composiciones que las monedas anteriores, solo que con el nombre de Catar por separado.
| Denominación | Emisión | Metal | Canto | Diámetro (mm) | Peso (g) | Anverso                                     | Reverso                  |
| ------------ | ------- | ----- | ----- | ------------- | -------- | ------------------------------------------- | ------------------------ |
| 1 Dírham     | 1973-   | Cu+Zn | Liso  | 15,10         | 1,60     | Escudo de armas - دولة قطر año de acuñación | درهم ١ - STATE OF QATAR  |
| 5 Dirhams    | 1973-   | Cu+Zn | Liso  | 22,00         | 3,80     | Escudo de armas - دولة قطر año de acuñación | درهم ٥ - STATE OF QATAR  |
| 10 Dirhams   | 1973-   | Cu+Zn | Liso  | 27,00         | 7,70     | Escudo de armas - دولة قطر año de acuñación | درهم ١٠ - STATE OF QATAR |
| 25 Dirhams   | 1973-   | Cu+Ni |       | 20,00         | 3,50     | Escudo de armas - دولة قطر año de acuñación | درهم ٢٥ - STATE OF QATAR |
| 50 Dirhams   | 1973-   | Cu+Ni |       | 25,00         | 6,60     | Escudo de armas - دولة قطر año de acuñación | درهم ٥٠ - STATE OF QATAR |

## Billetes
El 18 de septiembre de 1966, el Consejo Monetario de Catar y Dubái emitieron billetes en denominaciones de 1, 5, 10, 25 y 50 riyales. En 1973 estos billetes fueron sustituidos por los emitidos por la Agencia Monetaria de Catar en las mismas denominaciones. En 1996, el Banco Central de Catar asumió las competencias para imprimir billetes y emitió las mismas denominaciones con el nuevo nombre de la institución. En 2008 se ha emitido una nueva serie con nuevos diseños y colores.
| Denominación | Color predominante | Descripción del anverso                               | Descripción del reverso                                                 |
| ------------ | ------------------ | ----------------------------------------------------- | ----------------------------------------------------------------------- |
| 1 Riyal      | Marrón/Violeta     | ريال واحد ١ - Escudo de armas - مصرف قطر المركزي      | 1 - ONE RIYAL - Barco - QATAR CENTRAL BANK                              |
| 5 Riyales    | Verde/Violeta      | خمسة ريالات ٥ - Escudo de armas - مصرف قطر المركزي    | 5 - FIVE RIYALS - Ovejas e invernaderos - QATAR CENTRAL BANK            |
| 10 Riyales   | Verde              | عشرة ريالات ١٠ - Escudo de armas - مصرف قطر المركزي   | 10 - TEN RIYALS - Edificios - QATAR CENTRAL BANK                        |
| 50 Riyales   | Azul/Violeta       | خمسين ريالا ٥٠ - Escudo de armas - مصرف قطر المركزي   | 50 - FIFTY RIYALS - Alto horno - QATAR CENTRAL BANK                     |
| 100 Riyales  | Verde/Marrón       | مائة ريال ١٠٠ - Escudo de armas - مصرف قطر المركزي    | 100 - ONE HUNDRED RIYALS - Edificios - QATAR CENTRAL BANK               |
| 500 Riyales  | Verde/Violeta      | خمسمائة ريال ٥٠٠ - Escudo de armas - مصرف قطر المركزي | 500 - FIVE HUNDRED RIYALS - Plataforma petrolífera - QATAR CENTRAL BANK |

| Denominación | Color predominante | Descripción del anverso                                        | Descripción del reverso                                                        |
| ------------ | ------------------ | -------------------------------------------------------------- | ------------------------------------------------------------------------------ |
| 1 Riyal      | Azul               | ريال واحد ١ - Arcada y escudo de armas - مصرف قطر المركزي      | 1 - One Riyal - Pájaros- Qatar Central Bank                                    |
| 5 Riyales    | Verde              | خمسة ريالات ٥ - Arcada y escudo de armas - مصرف قطر المركزي    | 5 - Five Riyals - Dromedarios y óryx - Qatar Central Bank                      |
| 10 Riyales   | Marrón             | عشرة ريالات ١٠ - Arcada y escudo de armas - مصرف قطر المركزي   | 10 - Ten Riyals - Dhow y desierto - Qatar Central Bank                         |
| 50 Riyales   | Rosa               | خمسين ريالا ٥٠ - Arcada y escudo de armas - مصرف قطر المركزي   | 50 - Fifty Riyals - Fuente de la Perla y la Ostra en Doha - Qatar Central Bank |
| 100 Riyales  | Verde/Violeta      | مائة ريال ١٠٠ - Arcada y escudo de armas - مصرف قطر المركزي    | 100 - One Hundred Riyals - Edificios - Qatar Central Bank                      |
| 500 Riyales  | Azul               | خمسمائة ريال ٥٠٠ - Arcada y escudo de armas - مصرف قطر المركزي | 500 - Five Hundred Riyals - Edificios y halcón - Qatar Central Bank            |